# Tiefenthal (Bütthard)
Tiefenthal ist ein Gemeindeteil des Marktes Bütthard im unterfränkischen Landkreis Würzburg in Bayern.

## Geografische Lage
Das Dorf Tiefenthal liegt im äußersten Südosten des Büttharder Gemeindegebietes. Nördlich beginnt die Gemarkung von Gaurettersheim. Der Westen wird von der Gemeinde Sonderhofen eingenommen, der Gemeindeteil Sächsenheim liegt Tiefenthal am nächsten. Im Süden verläuft die Bundesstraße 19 am Ort vorbei, weiter südlich befindet sich der Riedenheimer Gemeindeteil Stalldorf. Südwestlich liegt Igersheim-Simmringen im baden-württembergischen Main-Tauber-Kreis. Durch Tiefenthal führt der Fränkische Marienweg.

## Geschichte
Tiefenthal liegt in einer Umgebung, die bereits seit der Jungsteinzeit zumindest zeitweise besiedelt war. Unmittelbar östlich des heutigen Dorfes befand sich das Dorf Insingen, das im Spätmittelalter aufgegeben wurde. Wahrscheinlich handelt es sich bei Tiefenthal um den Überrest dieser Wüstung. 1972 trat der Ort der Gemeinde Bütthard bei. Im Jahr 1978 verlegte man die Bundesstraße, die bisher durch das Dorf geführt hatte, um Tiefenthal herum. Erst 1982 begann man mit dem Bau der Ortskanalisation.

## Baudenkmäler
Anders als in vielen anderen Orten in der Umgebung gibt es in Tiefenthal kein Gotteshaus. Für die Gläubigen wurde allerdings eine katholische Kapelle errichtet. Sie ist ein schlichter Saalbau mit leicht eingezogenem Chor und einem Dachreiter mit Pyramidendach aus dem 19. Jahrhundert. Daneben haben sich ein Wohnhaus und ein Bildstock erhalten.